# 428-й мотострелковый полк (СССР)
428-й мотострелковый полк (сокр. 428 мсп) — мотострелковый полк Вооружённых сил СССР и Вооружённых сил Российской Федерации. Участник Гражданской и Великой Отечественной войн, участвовал в Краснодарской наступательной операции и в Северо-Кавказской стратегической наступательной операции, Новороссийско-Таманской операции, Висло-Одерской наступательной операции, Львовско-Сандомирской наступательной операции, Моравско-Остравской наступательной операции и Пражской операции.

## История

### Формирование
27 июня 1919 года на станции Готня из партизанских отрядов рабочих и крестьян Курской и Белгородской губерний был сформирован 1-й Грайворонский революционный полк. командир Борисенко, Антон Николаевич, комиссар Сагайдак, Александр Андреевич. В полк влились 1-й Волчанский революционный батальон, отряды из Белгорода, Обояни, Суджи. К 1 июля в полку было 2720 штыков. Первый Грайворонский, переименованный в 78-й стрелковый полк вошёл в состав  9-й стрелковой дивизии.  В октябре 1919 года  участвовал в боях за города Орёл, Курск.
- В начале 1920 года в составе 9-й дивизии освобождал Донбасс, в сентябре — Таврию от войск Врангеля.
- Утром 16 ноября 1920 года в город Феодосия вошёл 78-й стрелковый полк под командованием Н. Д. Токмакова, являющийся авангардом 26-й и 27-й бригады 9-й стрелковой дивизии РККА Николая Куйбышева. По воспоминаниям Ивана Шевченко, адъютанта этого полка, 9-я дивизия взяла в плен в Феодосии 12 000 человек.
- В 1921 году в составе 9-й дивизии принимал участие в разгроме, войск грузинских меньшевиков.
- В 1923 году за заслуги перед Красной армией командир 78-го стрелкового полка Н. Д. Токмаков Приказом РВСР № 85 награждён Орденом Красного Знамени[1].
- 29 февраля 1928 года награждён Почётным памятным Знаменем Президиума ЦИК СССР, в 1931 году Почётным революционным Красным Знаменем.
- В 1928 году в день 10-летия РККА дивизия награждается Почётным Революционным Красным Знаменем и ей присваивается наименование «1-я стрелковая Кавказская Краснознамённая дивизия ЦИК ССР Грузии».
- В 1931 году полк переформировывается в 193-й горнострелковый полк 9-й горнострелковой дивизии

### В годы войны
- Участвовал в Краснодарской наступательной операции и в Северо-Кавказской стратегической наступательной операции, Новороссийско-Таманской операции, Висло-Одерской наступательной операции, Львовско-Сандомирской наступательной операции, Моравско-Остравской наступательной операции и Пражской операции.

В декабре 1942 года полк в составе дивизии передислоцирован из Батуми в Туапсе и получил задачу прорвать вражескую оборону в районе горы Шапка. 14 января 1943 года прорвав оборону в районе станции Каменка, закрепился на подступах к высоте Шапка.
Затем — освобождение городов и сел Кубани от фашистов. В феврале вёл бои за освобождение Краснодара.
- В апреле — сентябре 1943 года — упорные бои на «Голубой линии» в районе станицы Неберджаевской.
- 12 мая 1944 года полку вручено боевое Красное знамя пластунов.
- 27 января 1945 года пластунские сотни 2-го батальона отличились при овладении концлагеря Освенцима.[2]
- Закончил освободительный поход по землям Польши и Чехословакии.

### Послевоенные годы
Полк в составе дивизии возвращается на Кубань.
В послевоенный период с сентября 1945 года 193-й пластунский стрелковый полк дислоцировался в Краснодаре.
- С июня 1946 года дивизия скадрована (9-я отдельная кадровая пластунская стрелковая бригада) в составе 29-го ск, дислоцируется в Краснодаре, а 256-й артиллерийский полк (артдивизион) в Усть-Лабинской. Части также были скадрованы, 193-й пластунский стрелковый полк получил наименование 157-й отдельный пластунский кадровый батальон.
- С 9 июня 1949 года вновь дивизия развёрнута, как 9-я горнострелковая дивизия. Полк получил наименование 193-й горнострелковый полк.
- С 17 января 1950 года передислоцирован в Майкоп (Республика Адыгея).
- С 1950 по 1992 год полк в составе 9-й мотострелковой Краснодарской Краснознамённой орденов Кутузова и Красной Звезды дивизии имени Верховного Совета Грузинской ССР 12-го ак дислоцировался в Майкопе Республики Адыгея.
- В 1957 году горнострелковый полк переформировывается в 428-й мотострелковый полк.
- 19 февраля 1970 года полк в составе дивизии отмобилизована до штатов военного времени и принял участие в стратегических манёврах «Двина» c оценкой «отлично». За образцовое выполнение воинского долга Министр обороны СССР объявил всему личному составу благодарность. А дивизия за высокие показатели в боевой и политической подготовке награждена юбилейной грамотой ЦК КПСС Президиума Верховного Совета СССР и Совета Министров СССР и занесена в Книгу почёта Краснознамённого СКВО.
- В 1990 году 428-й мотострелковый полк (командир полковник Андриевский В. П.) имел:
  - танки: 31 Т-72
  - бронетранспортёры и бронемашины: 5 БМП-2, 1 БМП-1, 2 БРМ-1К, 7 БТР-80
  - артиллерия: 4 ПМ-38, 8 2С12 «Сани», 6 Р-145БМ, 1 ПУ-12, 1 МТУ-20

### Расформирование
В 1992 году полк расформирован. Личный состав пошёл на формирование 528-го отдельного мотострелкового батальона, в последующем - линейного батальона 131-й отдельной мотострелковой бригады.

## Командование полка

### Командование в годы Гражданской и Великой Отечественной войны
Командиры полка
- 16 ноября 1920 года: Токмаков, Николай Денисович[3]
- 1942—август 1943: майор Яцухин (погиб 4.8.1943 под станицей Неберджаевской)
- 1943—1945: полковник Кострыкин Иван Матвеевич
- 1945—1946: полковник Строков С. С.

Заместители командира полка
- 1943—1945: начальник штаба подполковник Листопад Георгий Ефимович
- до августа 1943: замполит майор Гнибуди (погиб под станицей Неберджаевской)
- 1944—1945: замполит майор Боровик Андрей Митрофанович

### Командование полка после войны
- 1975—1977: подполковник Громов, Борис Всеволодович
- полковник Крутько, Николай Владимирович
- 1984—1985: полковник Мартиросов Юрий Иванович
- июль 1981—1982: подполковник Скородумов, Александр Иванович (с 2002 года генерал-полковник)
- 1985—1988: подполковник Богачёв Владимир Семёнович
- 1988—1990: подполковник Дроган Виктор Анатольевич
- 1990—1992: полковник Андриевский Виктор Павлович

Заместители командира полка по политчасти
- 1988—1992: подполковник Конопацкий Валерий Иванович

Начальники штаба полка
- 1988—1990: подполковник Хапцев
- 1990—1992: подполковник Калюжный

## Отличившиеся воины полка
- Гребенюк, Фёдор Николаевич[4], красноармеец, стрелок 193-го пластунского стрелкового полка.
- Капитонов Михаил Михайлович[5], разведчик 193-го пластунского полка, сержант. Участник Парада Победы.
- Кича Павел Дмитриевич[6], помощник командира разведывательного взвода 193-го пластунского полка, старший сержант.
- Кравченко, Семён Евдокимович (20.04.1914—30.06.1991) - парторг батальона 193-го пластунского полка 9-й Пластунской Краснодарской дивизии. Герой Социалистического Труда.